# Énosh (Seth)
ne doit pas être confondu avec Hénoch
Énosh (hébreu : אֱנוֹשׁ) est un personnage biblique de l'Ancien Testament. Il est fils de Seth et, selon le livre des Jubilés, d'Azura.

## Présentation
Selon la Genèse, Énosh, à 90 ans, engendre un fils Kénan, puis il a d'autres fils et filles. Il meurt à 905 ans. selon le Livre des Jubilés, sa femme (et mère de Kénan) était Nôâm.
Le nom Énosh, qu'il vaut mieux écrire avec s, et sans h initial, correspond à l'hébreu  אנוש [enosh], signifiant homme. Il est transcrit par Ενως, [énōs] dans la Septante.
Il ne doit pas être confondu avec le patriarche Hénoch, fils de Jared. Il ne doit pas être confondu non plus avec Enosh, le fils de Caïn.
Enosh est un ancêtre de Noé, et donc de tout le genre humain.
Son nom figure dans les généalogies des patriarches en Genèse 5, 6-7 et dans le premier livre des Chroniques 1:1. de la Bible hébraïque.

## Généalogie

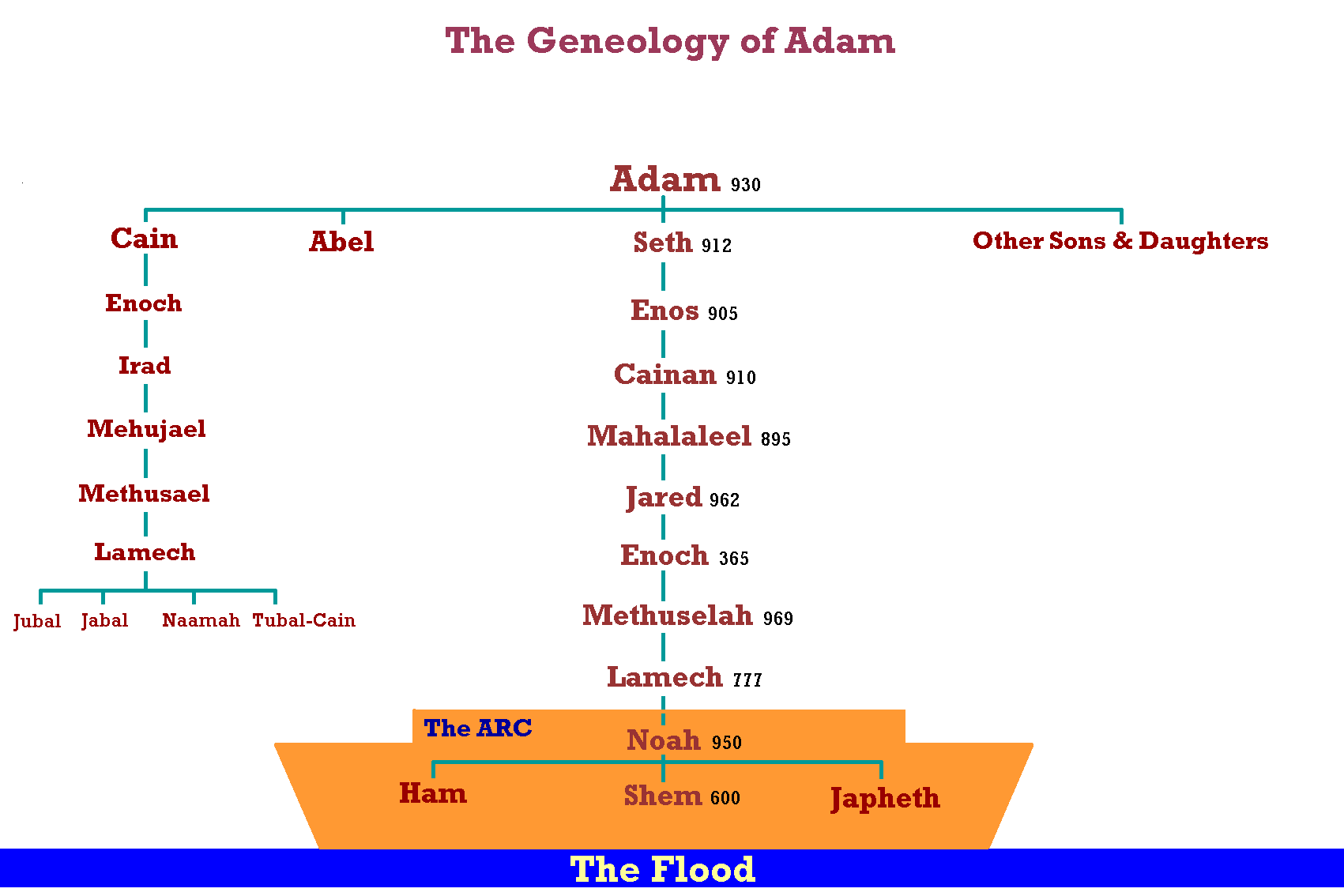
Schéma généalogique d'Adam jusqu'à Noé.

Il apparaît dans le Nouveau Testament en Luc 3:38, comme faisant partie de la généalogie de Jésus.